# دکانوئیک اسید
دکانوئیک اسید (به انگلیسی: Decanoic acid) اسید چربی با فرمول شیمیایی C۱۰H۲۰O۲ و یک ترکیب شیمیایی با شناسه پاب‌کم ۲۹۶۹ است. که جرم مولی آن ۱۷۲٫۲۶ g/mol می‌باشد. شکل ظاهری این ترکیب، بلورهای سفید است.